# Medicine at Midnight
《Medicine at Midnight》은 미국의 록 밴드 푸 파이터스가 발매할 예정인 열 번째 정규 음반이다. 원래는 2020년에 발매할 예정이었으나, 코로나19 범유행으로 인하여 발매일이 2021년 2월 5일로 연기되었다. 음반의 첫 싱글 〈Shame Shame〉은 2020년 11월 7일 발매되었다.

## 구성 및 주제
그롤은 이 음반의 사운드가 데이비드 보위의 《Let's Dance》(1983)와 비슷하다고 말하면서 "EDM이나 디스코 [또는] 모던 댄스 장르가 아니며, 음란하고 거대하며, 락 노래들로 가득찬 정말 재밌는 음반"이라고 설명하였다. 호킨스는 이 음반이 이전 음반보다 더 팝을 지향하며, 포스트 그런지 이후 사운드와는 다르다고 설명하였다.

## 발매와 홍보
2020년 2월, 푸 파이터스는 25주년 기념 투어인 《The Van Tour 2020》을 발표하였다. 이 투어에서는 푸 파이터스의 첫 북미 투어에서 25년 전에 했던 것과 같은 일정으로 같은 도시에서 더 큰 공연장에서 공연하는 것이었다. 원래 4월과 5월에 투어가 진행될 예정이었으나 코로나19 범유행으로 인해 푸 파이터스는 투어를 같은 해 10월과 12월로 연기할 수 밖에 없었다. 2020년 5월에는 푸 파이터스는 음반 홍보나 판매 방법들을 알아보았지만, 결국 음반을 무기한 연기하였다고 발표했다.
2020년 11월, 홍보가 다시 재개되었다. 푸 파이터스는 11월 7일 새터데이 나이트 라이브에서 공연할 것이라고 말했다. 공연에 발을 디딘 밴드는 자신의 SNS에 새로운 곡의 티저를 올렸다. 같은 날 밴드는 첫 번째 싱글 〈Shame Shame〉을 발매하였다.

## 평가
케랑!은 이 음반을 2021년으로 발매일이 연기되기 이전 "2020년 발매가 기다려지는 음반 15"에서 1위로 선정하였다.

## 트랙 리스트
모든 노래는 푸 파이터스의 멤버들이 만들었다.
| #            | 제목                     | 재생 시간 |
| ------------ | ------------------------ | --------- |
| 1.           | 〈Making a Fire〉        | 4:15      |
| 2.           | 〈Shame Shame〉          | 4:17      |
| 3.           | 〈Cloudspotter〉         | 3:53      |
| 4.           | 〈Waiting on a War〉     | 4:13      |
| 5.           | 〈Medicine at Midnight〉 | 3:30      |
| 6.           | 〈No Son of Mine〉       | 3:28      |
| 7.           | 〈Holding Poison〉       | 4:24      |
| 8.           | 〈Chasing Birds〉        | 4:12      |
| 9.           | 〈Love Dies Young〉      | 4:20      |
| 총 재생 시간 | 총 재생 시간             | 36:32     |

## 크레딧
푸 파이터스
- 데이브 그롤 - 리드 보컬, 기타
- 테일러 호킨스 - 드럼
- 라미 자피 - 키보드, 피아노
- 네이트 멘델 - 베이스 기타
- 크리스 시프렛 - 기타
- 팻 스미어 - 기타